# MacOS
macOS (wymowa: mækoʊɛs, dawniej OS X, a także Mac OS X) – rodzina uniksowych systemów operacyjnych produkowanych i rozprowadzanych przez Apple Inc. Dostępny oficjalnie jedynie dla komputerów Macintosh, instalowany fabrycznie na nich od 2002 roku. 13 czerwca 2016 roku na WWDC została ogłoszona zmiana nazwy na macOS w związku z potrzebą unifikacji nazw używanych przez Apple dla swoich systemów operacyjnych (iOS, watchOS, tvOS).
macOS jest zbudowany na podstawie dawnego systemu NeXTStep z drugiej połowy lat 80., wykupionym przez Apple wraz z producentem tegoż systemu NeXT w 1996 r. Jest on następcą systemu Mac OS 9, wydanego w 1999 r. i ostatniej wersji „klasycznego” Mac OS, który był głównym systemem komputerów Macintosh od 1984 roku.
macOS oryginalnie działał jedynie na Macach o architekturze PowerPC. W 2006 wydano pierwszą wersję dla nowych Maców o architekturze x86 – Mac OS X 10.4. W 2005 roku wydano pierwszą wersję w pełni zgodną z Single UNIX Specification w wersji trzeciej – Mac OS X 10.5, działający zarówno na Macach PowerPC i x86 z pomocą technologii zwanej Universal binary, czyli formatu plików wykonywalnych działających na obu architekturach. 10.6 Snow Leopard to ostatnia wersja, która obsługuje programy dla procesorów PowerPC przy użyciu narzędzia Rosetta. Mac OS X 10.7 przestaje również obsługiwać komputery o architekturze 32-bitowej, ograniczając się do procesorów 64-bitowych.
Pierwszą opublikowaną wersją systemu był Mac OS X Server 1.0 z 1999 roku i Cheetah (wersja desktopowa) wydany 24 marca 2001 roku. Poszczególne wydania, do wydania 10.8 były nazywane nazwami pochodzącymi od wielkich kotów, np. OS X 10.8 nosi nazwę handlową Mountain Lion, czyli puma płowa. Obecnie nazwy systemów macOS pochodzą od parków krajobrazowych w Kalifornii, np. macOS Sierra. Wersja serwerowa, OS X Server technicznie nie różniła się wiele od OS X – posiadała jedynie wiele wbudowanych aplikacji serwerowych. Obecnie, czyli od wersji Lion nie ma już możliwości zakupu OS X Server osobno – jest on dostępny jako pakiet aplikacji do macOS, a także ładowany do wersji serwerowych Maców Mini oraz Pro.
iOS, system firmy Apple działający na urządzeniach przenośnych iPhone, iPod Touch, oraz Apple TV drugiej i trzeciej generacji został stworzony w oparciu o macOS, z którym to dzieli jądro i wiele mechanizmów działania, jednak aplikacje dla macOS są tworzone za pomocą Cocoa, a dla iOS za pomocą Cocoa Touch dostosowanego do ekranów dotykowych.

## Historia systemu

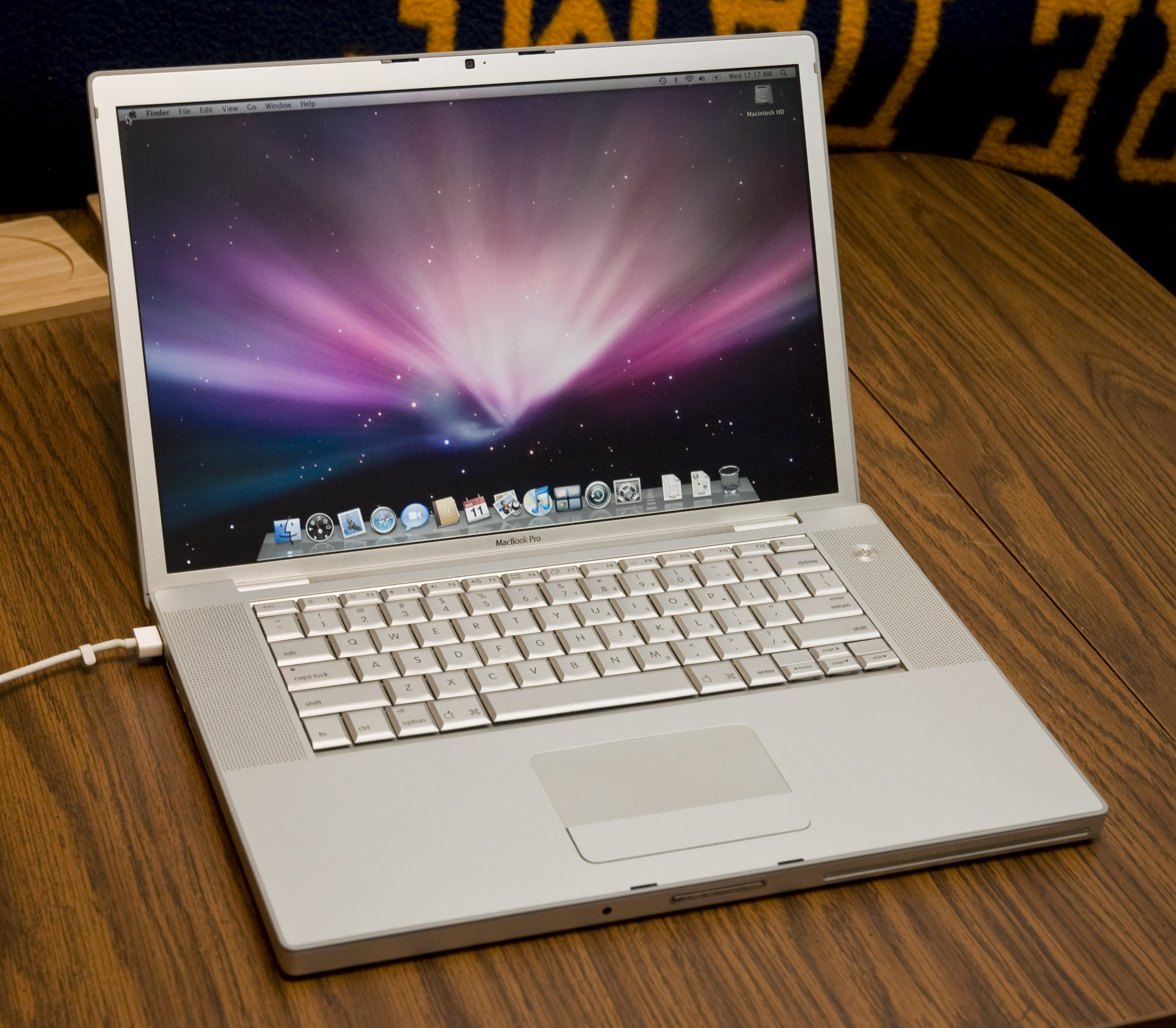
Macbook Pro

macOS powstał w oparciu o jądro Mach. Niektóre części z implementacji Unixa: FreeBSD i NetBSD zostały włączone w NextStep, który był obiektowo zorientowanym systemem opracowanym przez firmę Steve’a Jobsa – NeXT, która została założona po jego odejściu z Apple w 1985. Podczas nieobecności Jobsa w Apple, próbowano stworzyć system nowej generacji, czego efektami były projekty tj. Taligent, Copland i Gershwin, jednak wszystkie szybko upadły.
W końcu system operacyjny firmy NeXT, później nazywany OpenStep, został wybrany jako podstawa do stworzenia nowego systemu Apple. Apple w tym celu wykupiło firmę NeXT. Steve Jobs powrócił do firmy z Cupertino i stał się tymczasowym, a później głównym dyrektorem generalnym, kierując zmianami w kierunku przekształcenia przyjaznego dla programistów OpenStep w system, który mógłby być wykorzystany przez Apple dla rynku domowego i twórczych profesjonalistów (np. grafików komputerowych). Projekt na początku nazywał się Rhapsody i został później przemianowany na Mac OS X.
Pierwsza edycja Mac OS X Server była niekompatybilna z oprogramowaniem napisanym dla Mac OS i nie posiadała wsparcia dla standardu Apple’a – interfejsu FireWire. Następne wersje posiadały już większą wsteczną kompatybilność i funkcjonalność, zawierając API Carbon i wsparcie dla FireWire. Podczas rozwoju systemu stopniowo oddalano się od spuścizny po Mac OS-ie i kierowano się w stronę nowego „cyfrowego stylu życia” wydając takie programy jak iLife, iWork czy zintegrowany z systemem program służący do domowej rozrywki Front Row. Każda nowa wersja zawiera również modyfikacje ogólnego interfejsu, jak styl „szlifowanego metalu”, który został dodany w wersji 10.3 i usunięty w 10.5 na rzecz jednolitego gradientowego wyglądu okienek.

## O systemie
macOS jest dziesiątą główną wersją systemu operacyjnego Mac OS dla komputerów Macintosh. Poprzednie wersje nazwy systemów były oznaczane arabskimi numerami, np. Mac OS 8, 9. Litera X w starej nazwie Mac OS X oznaczała numer 10 w rzymskim systemie liczbowym. Dlatego poprawną formą wymowy jest ten ([tɛn]) lub „dziesięć”, jednakże wymawianie jak litery X (wymowa angielska [ɛks]) także jest popularne.
Podstawa systemu macOS jest zgodna z definicją systemu typu POSIX (systemu uniksowego) i opiera się na jądrze XNU posiadając charakterystyczne komendy Unix dostępne z poziomu wiersza poleceń.
Apple wydało tę podstawę jako otwarty system operacyjny Darwin, który po dodaniu licznych komponentów własnościowych, np. interfejsu Aqua i eksploratora Finder tworzy kompletny system – macOS.
macOS wprowadza wiele nowych możliwości w stosunku do swego poprzednika Mac OS 9, np. wywłaszczeniową wielozadaniowość i ochronę pamięci, które polepszają zdolność systemu do uruchamiania wielu aplikacji jednocześnie bez zakłócania ich działania. Wiele aspektów architektury macOS wywodzi się z systemu OPENSTEP o wysokiej przenośności, tj. łatwości przeniesienia na inne architektury. Na przykład NeXTSTEP został sportowany z oryginalnych stacji roboczych NeXT o architekturze 68k na architekturę x86 i inne jeszcze przed wykupieniem NeXT przez Apple. W podobnym procesie system został przeniesiony na architekturę PowerPC podczas trwania projektu Rhapsody.
Najbardziej widoczną zmianą było wprowadzenie powłoki Aqua. Użycie gładszych krawędzi okien, półprzezroczystych tekstur i kolorów podobnych do wyglądu pierwszych iMaców wniosło wiele świeżości w porównaniu do powłoki Platinum znanej z systemów Mac OS X Server 1.0 oraz Mac OS 9 i wcześniejszych. Zdaniem Johna Siracusa, redaktora portalu Ars Technica, wprowadzenie Aqua i odstępstwo od konwencjonalnego wyglądu „uderza jak tona cegieł”. Bruce Tognazzini z kolei stwierdził, że interfejs Aqua w Mac OS X 10.0 stanowi krok wstecz w użyteczności w porównaniu z oryginalnym interfejsem Mac OS. Pojawiły się skiny dla aplikacji oraz nakładki na inne systemy operacyjne, które naśladowały nowy wygląd macOS. Apple wystąpiło z żądaniem o usunięcie skórek i ich zrzutów ekranów do jednego z producentów programu zmieniającego wygląd.
W architekturze systemu macOS został zaimplementowany framework warstowy, który znacząco upraszcza tworzenie aplikacji dostarczając wiele gotowych obiektów i funkcji do wykorzystania.
macOS dostarcza własne narzędzia do programowania aplikacji pod ten system, z których najważniejsze jest IDE Xcode. Xcode dostarcza interfejs programistyczny dla kompilatorów kilku języków programowania, wliczając w to C, C++, Objective-C (najbardziej typowy dla platform Apple język, stosowany szczególnie dla iOS) oraz Java. Po przejściu na procesory Intela narzędzie zostało rozbudowane o możliwość tworzenia plików wykonywalnych na obu platformach – Universal binary.
Podsystem Darwin kieruje systemem plików HFS+, w którym stosuje się uniksowy system kontroli dostępu do plików. W 2003 i 2005 roku dwóch redaktorów z Macworld sformułowało krytykę schematu uprawnień; Ted Landau nazwał rozregulowanie uprawnień „najczęstszym powodem frustracji” w systemie macOS, a Rob Griffiths zasugerował, że niektórzy użytkownicy muszą naprawiać uprawnienia nawet codziennie co trwa do 15 minut. Z kolei Dan Frakles wyraził zdanie przeciwne – nazwał procedurę naprawy uprawnień nadużywaną. Twierdzi on, iż OS X zwykle „trzyma” uprawnienia w poprawnym kształcie bez potrzeby interwencji użytkownika, a naprawa uprawnień powinna być tylko stosowana w wypadku pojawienia się problemów.
Opierając się na danych z września 2010 roku, macOS jest drugim najbardziej popularnym systemem operacyjnym ogólnego przeznaczenia używanym przez użytkowników internetu, po systemie Microsoft Windows, posiadając 8,26% udziałów, według statystyk stworzonych przez W3Counter. Dla porównania, jest to system uniksowy o największym sukcesie w ilości użytkowników systemów operacyjnych przeznaczonych dla stacji roboczych, posiadając ponad 5,5-krotną przewagę nad wolnym GNU/Linuksem, którego udział wynosi 1,45%.

## Kompatybilność

### Oprogramowanie
Wraz ze wzrostem popularności systemu macOS zwiększyła się dostępność kompatybilnego z nim oprogramowania. Użytkownicy systemu macOS mają dostęp nie tylko do programów graficznych i filmowych, ale także do wielu innych aplikacji i gier. Jeżeli nie została wydana odpowiednia wersja programu, przygotowana z myślą o tym systemie, można posłużyć się oprogramowaniem umożliwiającym wykonywanie aplikacji przeznaczonych dla systemu Microsoft Windows. Najbardziej znane programy tego typu to Wine/Darwine i CrossOver, który bazuje na Wine. Obecnie wiele gier jest przebudowywanych przez programistów do wersji Mac, często przy użyciu Cidera.

### Sprzęt
System można zainstalować tylko na komputerach firmy Apple, czyli komputerach Mac. Chodzi tu nie tylko o kwestie legalności (EULA zabrania instalacji na komputerach PC), ale także o kwestie sprzętowe – Macintosh korzysta z podsystemu SMC wbudowanego w procesory Intela, który pozwala na określenie urządzenia użytkownika. Sprawia to, że nie istnieje oficjalna możliwość instalacji systemu na komputerach PC. Jednakże powstały modyfikacje, które pozwalają zainstalować system na standardowym komputerze opartym na procesorze Intel, a nawet AMD – głównie polegające na emulacji odpowiednich komponentów podsystemu podanego powyżej.
Sprzęt dedykowany:
- iBook
- PowerBook
- Power Mac
- MacBook
- MacBook Air
- MacBook Pro
- Mac Pro
- iMac
- Mac mini
- iMac Pro

### Przejście na architekturę x86
Przejście Apple na procesory firmy Intel zostało zapowiedziane na konferencji WWDC w 2005 roku i obejmowało przejście komputerów Mac z architektury PowerPC na IA-32 x86 w procesorach Intel. Przejście rozpoczęło się ukazaniem pierwszych iMaców i MacBooków Pro z procesorami Intel Core Duo pod koniec lutego 2006, a zakończyło się wydaniem systemu 10.6 Snow Leopard w sierpniu 2009, który jako ostatni obsługuje programy dla procesorów PowerPC przy użyciu narzędzia Rosetta.

## Cechy systemu
Kernel systemu macOS powstał w oparciu o mikrojądro Mach oraz FreeBSD, z którego wzięto m.in. stos sieciowy, warstwę funkcji systemowych, oraz VFS-a. Tradycyjne uniksowe narzędzia userlandowe wzięto z projektów NetBSD oraz FreeBSD. Jego podstawą jest opracowany w Apple Computer system operacyjny Darwin. Graficzny interfejs użytkownika nosi nazwę Aqua i jest własnym rozwiązaniem opracowanym przez Apple z wykorzystaniem doświadczeń i wzorów z poprzednich systemów tej firmy. Apple udostępnia także własną wersję X Window System.
Tworząc Mac OS X wykorzystano doświadczenia z nieukończonego systemu Rhapsody, który w prostej linii jest następcą rewolucyjnego NeXTStep firmy NeXT założonej przez Steve’a Jobsa, a przejętej przez Apple Computer, gdy ten powrócił do jego zarządu.
Jego silne strony to między innymi:
- możliwość uruchamiania programów napisanych dla wcześniejszych wersji systemu Mac OS,
- łatwość adaptacji, kompilacji i wykorzystania oprogramowania stworzonego dla systemów uniksowych, zwłaszcza typu BSD,
- Quartz Extreme, format PDF jako podstawa interfejsu graficznego,
- ColorSync, przemysłowej jakości system zarządzania kolorem,
- wydajny silnik OpenGL,
- wbudowane zaawansowane narzędzia sieciowe.

Na konferencji WWDC (Worldwide Developers Conference) 6 czerwca 2005 prezes Apple, Steve Jobs potwierdził pojawiające się raz na jakiś czas wiadomości, jakoby Mac OS X był tworzony z myślą o procesorach firmy Intel i kompatybilnych. Zaprezentował działanie najnowszej wersji (10.4) systemu na procesorze Pentium i zapowiedział przejście w ciągu dwóch lat całej linii komputerów Macintosh (a co za tym idzie – systemu operacyjnego i oprogramowania) na procesory Intela. Jako przyczyny przejścia wymieniane były problemy firmy IBM z wyprodukowaniem energooszczędnych, szybkich procesorów do komputerów przenośnych.

## Języki
Do obsługi systemu znajdziemy domyślnie języki: angielski, japoński, francuski, niemiecki, hiszpański, włoski, portugalski (brazylijski), portugalski (europejski), niderlandzki, szwedzki, norweski, duński, fiński, rosyjski, polski, chiński, koreański, arabski, czeski, węgierski, turecki, tajski, kataloński, chorwacki, grecki, hebrajski, rumuński, słowacki oraz ukraiński.
W macOS od wersji 10.7 VoiceOver (czytnik ekranowy) oprócz języka angielskiego, jest dostępny w 25 innych językach (w tym w języku polskim). Oprócz powyższych znajdziemy tam także język hindi.

## Wersje systemu
| Wersja                     | Nazwa kodowa       | Wsparcie procesora                                                            | Architektura | Data zaprezentowania | Data wydania         | Najnowsza wersja                                        |
| -------------------------- | ------------------ | ----------------------------------------------------------------------------- | ------------ | -------------------- | -------------------- | ------------------------------------------------------- |
| Rhapsody Developer Release | Grail1Z4 / Titan1U | PowerPC                                                                       | 32-bitowa    | nieznana             | 31 sierpnia 1997     | DR2 (14 maja 1998; około 27 lat temu)                   |
| Mac OS X Server 1.0        | Hera               | PowerPC                                                                       | 32-bitowa    | nieznana             | 16 marca 1999        | 1.2v3 (27 października 2000; około 24 lat temu)         |
| Mac OS X Developer Preview | nieznana           | PowerPC                                                                       | 32-bitowa    | 11 maja 1998         | 16 marca 1999        | DP4 (5 kwietnia 2000; około 25 lat temu)                |
| Mac OS X Public Beta       | Kodiak             | PowerPC                                                                       | 32-bitowa    | nieznana             | 13 września 2000     | nieznana                                                |
| Mac OS X 10.0              | Cheetah            | PowerPC                                                                       | 32-bitowa    | nieznana             | 24 marca 2001        | 10.0.4 (22 czerwca 2001; około 24 lat temu)             |
| Mac OS X 10.1              | Puma               | PowerPC                                                                       | 32-bitowa    | 18 lipca 2001        | 25 września 2001     | 10.1.5 (6 czerwca 2002; około 23 lat temu)              |
| Mac OS X 10.2              | Jaguar             | PowerPC                                                                       | 32-bitowa    | 6 maja 2002          | 24 sierpnia 2002     | 10.2.8 (3 października 2003; około 21 lat temu)         |
| Mac OS X 10.3              | Panther            | PowerPC                                                                       | 32-bitowa    | 23 czerwca 2003      | 24 października 2003 | 10.3.9 (15 kwietnia 2005; około 20 lat temu)            |
| Mac OS X 10.4              | Tiger              | PowerPC, Intel                                                                | 32-bitowa    | 4 maja 2004          | 29 kwietnia 2005     | 10.4.11 (14 listopada 2007; około 17 lat temu)          |
| Mac OS X 10.5              | Leopard            | PowerPC, Intel                                                                | 32-bitowa    | 26 czerwca 2006      | 26 października 2007 | 10.5.8 (5 sierpnia 2009; około 16 lat temu)             |
| Mac OS X 10.6              | Snow Leopard       | Intel (mogą być uruchamiane programy z PowerPC przy pomocy emulatora Rosetta) | 32/64-bitowa | 9 czerwca 2008       | 28 sierpnia 2009     | 10.6.8 (23 czerwca 2011; około 14 lat temu)             |
| Mac OS X 10.7              | Lion               | Intel                                                                         | 64-bitowa    | 20 października 2010 | 20 lipca 2011        | 10.7.5 (19 września 2012; około 12 lat temu)            |
| OS X 10.8                  | Mountain Lion      | Intel                                                                         | 64-bitowa    | 16 lutego 2012       | 25 lipca 2012        | 10.8.5 (12F45) (3 października 2013; około 11 lat temu) |
| OS X 10.9                  | Mavericks          | Intel                                                                         | 64-bitowa    | 10 czerwca 2013      | 22 października 2013 | 10.9.5 (13F1077) (18 września 2014; około 10 lat temu)  |
| OS X 10.10                 | Yosemite           | Intel                                                                         | 64-bitowa    | 2 czerwca 2014       | 16 października 2014 | 10.10.5 (14F1713) (13 sierpnia 2015; około 10 lat temu) |
| OS X 10.11                 | El Capitan         | Intel                                                                         | 64-bitowa    | 8 czerwca 2015       | 30 września 2015     | 10.11.6 (15A284) (16 września 2016; około 8 lat temu)   |
| macOS 10.12                | Sierra             | Intel                                                                         | 64-bitowa    | 7 czerwca 2016       | 20 września 2016     | 10.12.6 (16G29) (19 lipca 2017; około 8 lat temu)       |
| macOS 10.13                | High Sierra        | Intel                                                                         | 64-bitowa    | 5 czerwca 2017       | 25 września 2017     | 10.13.6 (23 sierpnia 2018; około 7 lat temu)            |
| macOS 10.14                | Mojave             | Intel                                                                         | 64-bitowa    | 4 czerwca 2018       | 24 września 2018     | 10.14.6 (26 września 2019; około 5 lat temu)            |
| macOS 10.15                | Catalina           | Intel                                                                         | 64-bitowa    | 3 czerwca 2019       | 7 października 2019  | 10.15 (7 października 2019; około 5 lat temu)           |
| macOS 11                   | Big Sur            | ARM (M1), Intel                                                               | 64-bitowa    | 22 czerwca 2020      | 12 listopada 2020    | 11.7.1 (24 października 2022)                           |
| macOS 12                   | Monterey           | ARM, Intel                                                                    | 64-bitowa    | 7 czerwca 2021       | 26 października 2021 | 12.7.4 (7 marca 2024)                                   |
| macOS 13                   | Ventura            | ARM, Intel                                                                    | 64-bitowa    | 6 czerwca 2022       | 24 października 2022 | 13.3.1 (a) (1 maja 2023)                                |
| macOS 14                   | Sonoma             | ARM, Intel                                                                    | 64-bitowa    | 5 czerwca 2023       | 26 września 2023     |                                                         |
| macOS 15                   | Sequoia            | ARM, Intel                                                                    | 64-bitowa    | 10 czerwca 2024      | 16 września 2024     |                                                         |
| macOS 26                   | Tahoe              | ARM, Intel                                                                    | 64-bitowa    | 9 czerwca 2025       | wrzesień 2025        |                                                         |